# Newton Rowell
Pour les articles homonymes, voir Rowell.
Newton Wesley Rowell (1er novembre 1867-22 novembre 1941) est un homme politique canadien de l'Ontario. Il est député provincial libéral d'Oxford-Nord de 1911 à 1918. De 1911 à 1917, il est chef du Parti libéral de l'Ontario et durant cette période est votée la loi sur la tempérance. Il échoue à s'opposer à l'adoption du règlement 17 limitant l'enseignement du français dans les écoles par le gouvernement de James Whitney ce qui provoque l'aliénation de la minorité canadienne française.
Il est également député fédéral libéral-unioniste de la circonscription ontarienne de Durham de 1917 à 1921.

## Biographie
Né à London Township (en) en Ontario, Rowell tente sans succès de se faire élire à la Chambre des communes en 1900 dans York-Est. Il retourne ensuite à la pratique du droit et est nommé au conseil du Roi en 1902. Il devient par la suite partenaire senior de la firme de droit Rowell, Reid et Wood.
De retour en politique en 1911, il traverse le pays en tant que supporteur du gouvernement de Wilfrid Laurier. Il défend particulièrement la création d'une marine canadienne et d'un traité de réciprocité avec les États-Unis.
Plus tard en 1911, il est élu à la tête du Parti libéral de l'Ontario, malgré son absence de siège à l'Assemblée législative, puisque Alexander Grant MacKay est forcé de démissionner peu avant les élections. Élu dans Oxford-Nord (en), il devient également chef de l'opposition officielle.
Partisan de la conscription en 1917 durant la Première Guerre mondiale, il rompt avec Wilfrid Laurier pour se joindre au Parti unioniste du gouvernement de Robert Borden. Élu dans Durham, il est nommé président du Conseil privé.
Rowell participe alors au cabinet de guerre impérial avec les autres ministres seniors du cabinet et se voit confier la responsabilité de ce qui devient Santé Canada. Rowell décide de ne pas continuer ses fonctions parlementaires lorsque Arthur Meighen remplace Borden et il ne se représente pas en 1917.

## Après la politique
Rowell devient délégué canadien à la Société des Nations. Il contribue aussi à l'union des Presbytériens avec les Méthodistes dans l'Église unie du Canada.
De retour à la pratique du droit à Toronto, il défend plusieurs sujets litigieux dont le Edwards c. Canada (P.g.) (Affaire personne) qui permet ensuite aux femmes de siéger au Sénat du Canada. En 1903, il contribue à la fondation de la firme McMillan LLP (en). Rowell sert comme président de l'Association du Barreau de l'Ontario de 1927 à 1930, président de l'Association du Barreau canadien de 1932 à 1934, en remplacement de Louis St-Laurent, et est nommé juge en chef de la Cour d'appel de l'Ontario en 1936.
Il occupe ensuite le poste de premier président de la commission Rowell-Sirois de 1937 sur les relations fédérales-provinciales.
Sa petite-fille, Nancy Ruth, sert comme sénatrice de la division de Cluny de 2005 à 2017. Son gendre, Harry Rutherford Jackman, siège comme député progressiste-conservateur de Rosedale de 1940 à 1949.